# Antti Malinen
Antti Malinen (ur. 3 listopada 1978) – fiński siatkarz występujący na pozycji libero. Obecnie jest zawodnikiem bez klubu.           

## Kluby
- 1998–2005  Etta Oulu
- 2005–2006  Perungan Pojat
- 2006–2009  Kempeleen Lentopallon
- 2009–2011  Sun Volley Oulu